# Des Plaines
Des Plaines is een plaats (city) in de Amerikaanse staat Illinois, en valt bestuurlijk gezien onder Cook County.

## Demografie
Bij de volkstelling in 2000 werd het aantal inwoners vastgesteld op 58.720. In 2006 is het aantal inwoners door het United States Census Bureau geschat op 57.033, een daling van 1687 (-2,9%).

## Geografie
Volgens het United States Census Bureau beslaat de plaats een oppervlakte van 37,7 km², waarvan 37,4 km² land en 0,3 km² water.

## Plaatsen in de nabije omgeving
De onderstaande figuur toont nabijgelegen plaatsen in een straal van 12 km rond Des Plaines.

## Geboren
- Kelly Coffield Park (19 januari 1962), actrice en komiek